# Óxido de amina

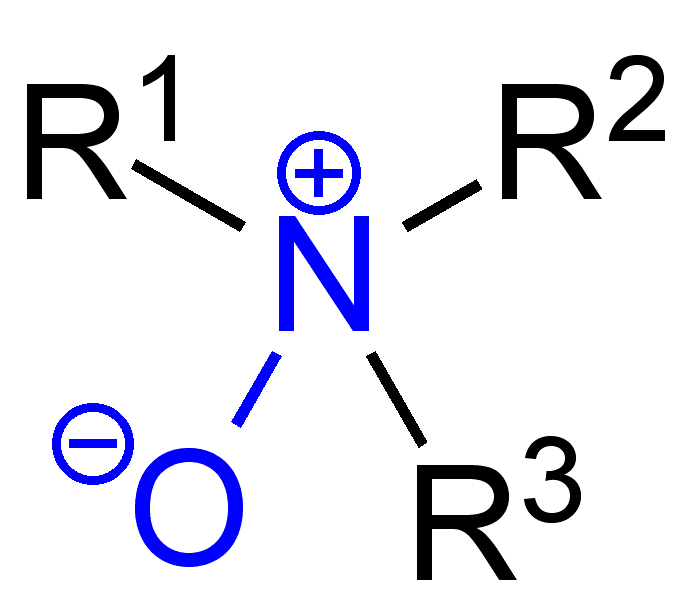
Estrutura geral de um óxido de amina

Os óxidos de aminas ou N-óxidos de aminas são os derivados de aminas terciárias em que existe um oxigênio ligado ao nitrogênio.
Sua fórmula geral é R3N+-O-. Por extensão, também são chamados os compostos análogos derivados de aminas primárias e secundárias.